# Società Sportiva Dilettantistica Football Club Como Women

Società Sportiva Dilettantistica Football Club Como Women, mais conhecido como Como, é um clube de futebol feminino profissional italiano, sediado em Seregno, na província de Monza e Brianza, que disputa atualmente a Serie A Femminile, a principal divisão do futebol feminino da Itália.

## História
O clube foi fundado em 1997, originado como FCF Como 2000, e ao longo de sua trajetória manteve independência administrativa e esportiva em relação a clubes masculinos. Em março de 2024, foi adquirido pelo fundo de investimentos Mercury/13, especializado no desenvolvimento de clubes femininos ao redor do mundo. Na temporada 2021–22, o Como Women conquistou o título da Serie B Femminile. Em 2025, o clube anunciou a contratação de Alisha Lehmann, considerada a jogadora mais seguida do mundo nas redes sociais.

## Estrutura
O Como Women é um dos poucos clubes independentes no futebol feminino italiano, mantendo uma academia própria com sete equipes e mais de cem jogadoras registradas. Seus jogos são disputados no Stadio Ferruccio, com capacidade aproximada para 3.500 espectadores.

## Identidade visual
Em 2024, o clube apresentou um novo logotipo e identidade visual, inspirados nos reflexos do Lago de Como e na tradição têxtil da região, com um design monocromático que simboliza resiliência e empoderamento feminino. No mesmo ano, foi anunciada parceria com a Nike como fornecedora oficial dos uniformes.

## Títulos
| Nacionais | Nacionais         | Nacionais | Nacionais  |
|           | Competição        | Títulos   | Temporadas |
| --------- | ----------------- | --------- | ---------- |
|           | Série B Femminile | 1         | 2021–22    |